# 뉴욕 뉴욕 호텔 앤드 카지노

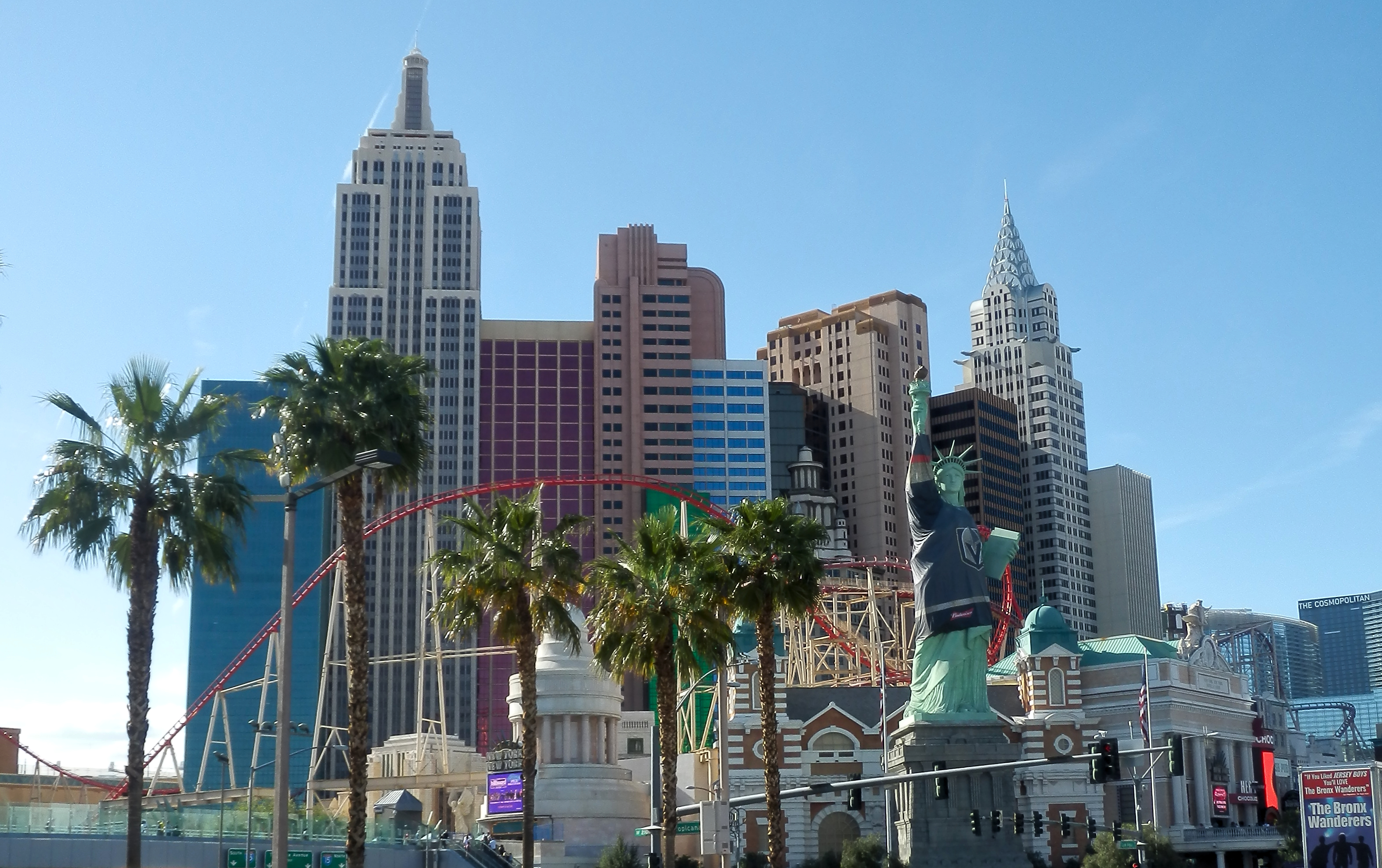
뉴욕 뉴욕 호텔 앤드 카지노

뉴욕 뉴욕 호텔 앤드 카지노(New York-New York Hotel and Casino)는 미국 네바다주 패러다이스에 위치한 호텔, 카지노이다. 1920년대 무렵의 뉴욕 맨해튼을 테마로 하고 있으며, 엠파이어 스테이트 빌딩, 크라이슬러 빌딩 등이 복제되어 있다. 1997년 1월 3일 개관했다. 현재 MGM 리조트 인터내셔널 계열의 호텔이다.